# Acuñación de la rebelión de Bar Kojba

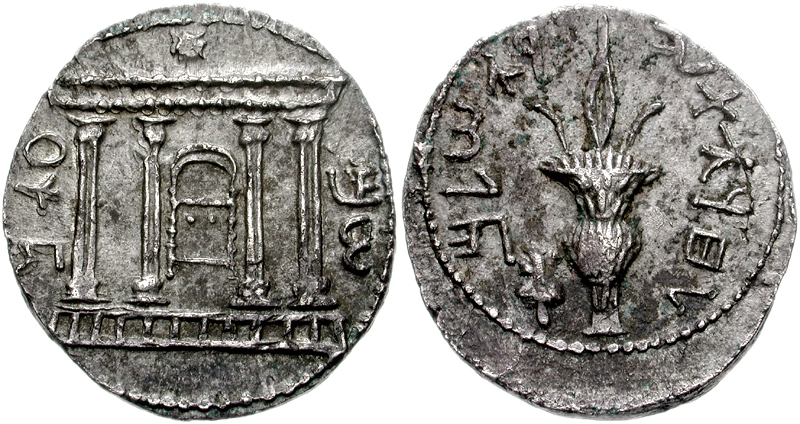
Siclo/tetradracma de plata de Bar Kojba. Anverso: fachada del Templo judío con la estrella naciente, rodeada por «Shimon». Reverso: Un lulav, el texto dice: «por la libertad de Jerusalén».

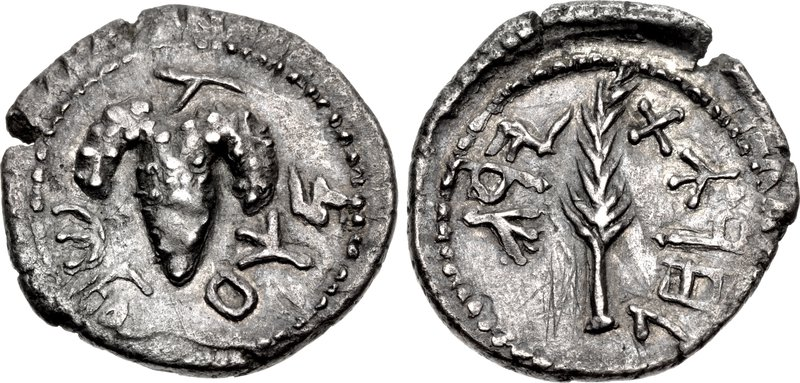
Zuz/Denario de plata de Bar Kojba, sin fecha, pero atribuido al año 3 (134-135 EC). Anverso: racimo de uvas, rodeado por el nombre «Shim'on» en paleohebreo. Reverso: Una rama de palmera rodeada por la frase «A la libertad de Jerusalén».

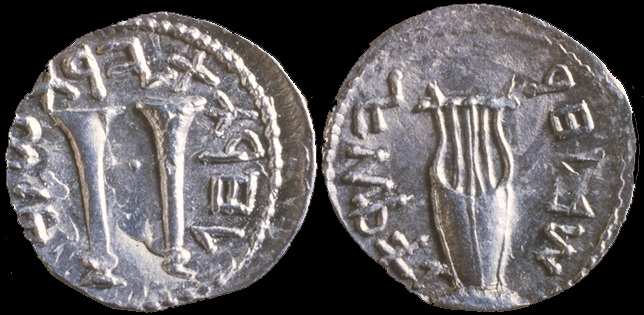
Zuz/denario de plata de Bar Kojba. Anverso: trompetas rodeadas de «A la libertad de Jerusalén». Reverso: Una lira rodeada de «Año dos a la libertad de Israel».

La acuñación de la rebelión de Bar Kojba hace referencia a las monedas emitidas por el Estado rebelde de Judea, encabezado por Simón bar Kojba, durante la rebelión de Bar Kojba contra el Imperio romano entre el 132-135 de la era cristiana. La acuñación de monedas era un privilegio de los Estados soberanos y en sí misma una declaración de guerra a Roma, ya que solamente se llevó a cabo en Judea de entre todas las provincias rebeldes del Imperio, es decir, en ambas guerras contra Roma.

## Descripción
Durante la rebelión, se emitieron grandes cantidades de monedas de plata y cobre con inscripciones rebeldes, todas ellas acuñadas sobre monedas extranjeras —en su mayoría romanas—, habiéndose utilizado una lima para eliminar los diseños de las monedas originales, como el retrato del emperador romano. En algunas de las monedas de plata se aprecia claramente el subcromo, ya que no se limaron para no perder el valor de la plata. En las monedas de bronce es muy difícil divisar la moneda subyacente pues se habían limado antes de sobregrabarlas. En raras ocasiones, la moneda se resquebrajó al ser acuñada.
El nombre «Shim'on» —probablemente en referencia al líder de la revuelta, Simón bar Kojba, aparece en todas las monedas de la rebelión de Bar Kojba, excepto en unos pocos tipos emitidos al principio de la revuelta con el nombre «Eleazar el Sacerdote (Cohen)». Los siclos/tetradracmas de plata sobrecargados se encuentran entre las monedas de mayor importancia religiosa emitidas por los antiguos judíos, porque se muestra el Lugar Sanctasanctórum del Templo de Jerusalén, con el Arca de la Alianza. La palabra «Jerusalén» estaba inscrita alrededor de la representación del Templo. A partir del segundo año de emisión y hasta el último, en muchas monedas aparecía una estrella sobre el Templo, probablemente en referencia al apodo de Bar Kojba «Hijo de la Estrella». Los símbolos agrícolas relacionados con la fiesta judía de la cosecha de Sucot, como el lulav y el etrog, aparecen en el reverso de algunas de las monedas de bronce más pequeñas, rodeadas de una inscripción en hebreo: «Año uno de la redención de Israel», «Año dos de la libertad de Israel» o «Por la libertad de Jerusalén».
Peter Schäfer ofrece la siguiente descripción general aproximada de los tipos de monedas:
- Monedas marcadas como «Año uno de la redención de Israel»;
- Monedas marcadas como «Año dos de la liberación de Israel»;
- Monedas fechadas (año 1, año 2) marcadas con «Jerusalén»;
- Monedas cuya inscripción se puede traducir como «por la libertad / liberación de Jerusalén». Probablemente fueron acuñadas en el tercer año del levantamiento.

En mayo de 2020, se encontró una moneda con un relieve de uvas y «Año Dos de la Libertad de Israel» en el Parque Arqueológico William Davidson, junto al Muro Occidental de Jerusalén. Se trata de la cuarta moneda de este periodo que se encuentra en la zona, y la única de Bar Kojba que lleva el nombre de Jerusalén.

## Atribuciones alternativas
El primer grupo de estas monedas revisado por los numismáticos fueron 10 piezas de plata y una de bronce encontradas a mediados del siglo XIX. En 1881 el número de monedas había aumentado a 43, y desde entonces se han encontrado muchas más. Estas monedas fueron atribuidas por primera vez a Bar Kojba por Moritz Abraham Levy en 1862 y Frederic Madden en 1864.
Desde mediados del siglo XIX, varios estudiosos han proporcionado atribuciones alternativas para las monedas. Claude Reignier Conder, en 1909, sugirió que las monedas eran falsificaciones de las monedas de Simón Macabeo. Wolf Wirgin, en 1959, sugirió que las monedas fueron acuñadas por el rey Herodes Agripa I, Alice Muehsam, en 1966, sugirió que las monedas con fechas como «Año 1» eran en realidad monedas de la Primera Revuelta Judía.